# Monika Brodka
Monika Maria Brodka (née le 7 février 1988 à Żywiec) est une chanteuse polonaise, qui a gagné la troisième saison de l'équivalent polonais de à la recherche de la nouvelle star en 2004, battant Kuba Kęsy. Elle était la deuxième gagnante féminine de l'émission, et à partir de 2006, la plus jeune des quatre. Monika Brodka a en 2007 fait la voix de Karai dans la version polonaise de TMNT : Les Tortues Ninja.

## Discographie

### Albums
- Album 2004
- Moje piosenki 2006
- Granda 2010
- LAX (EP) 2012
- Clashes 2016
- Brut 2021
- Sadza (EP) 2022

### Singles
- 2004 "Ten"
- 2004 "Dziewczyna mojego chłopaka"
- 2005 "Miałeś być"
- 2006 "Znam Cię na pamięć"
- 2007 "Miał być ślub"
- 2007 "Za mało wiesz"
- 2010 "W pięciu smakach"
- 2011 "Granda"
- 2011 "Krzyżówka dnia"
- 2012 "Varsovie"
- 2012 "Dancing shoes"
- 2016 "Horses"
- 2016 "Santa Muerte"
- 2016 "Up in the Hill"
- 2017 "My Name Is Youth"
- 2017 "Nieboskłon" (Tomasz Organek, Piotr Rogucki)
- 2018 "Horses" (A_GIM)
- 2018 "Granda" (The Dumplings)
- 2018 "Varsovie 2018"
- 2019 "Syberia" (Krzysztof Zalewski)
- 2021 "Wrong Party" (Scottibrains)
- 2021 "Game Change"
- 2021 "Hey Man"

## Actrice
- 2007 TMNT : Les Tortues Ninja : Karai

## Source
- (en) Cet article est partiellement ou en totalité issu de l’article de Wikipédia en anglais intitulé « Monika Brodka » (voir la liste des auteurs).